# گری راینکی
گری راینکی (انگلیسی: Gary Reineke؛ ‏ ۲۰ مهٔ ۱۹۴۰ – ۲۳ سپتامبر ۲۰۲۴) بازیگر آمریکایی ساکن و شاغل در کانادا بود. وی بین سال‌های ۱۹۶۸ تا ۲۰۱۲ میلادی فعالیت می‌کرد.

## گزیدهٔ فیلم‌شناسی
- گرفتن پلهام یک دو سه (۱۹۹۸)
- هیروشیما (۱۹۹۵)
- عقاب آهنی ۲ (۱۹۸۸)
- قتل با تلفن (۱۹۸۲)
- روباه خاکستری (۱۹۸۲)